# 新日高町
新日高町（日语：／ Shinhidaka chō */?）位於北海道日高振興局中部。西南邊面向太平洋，東北部為日高山脈，市區主要分布於靜內川的河口。當地主要產業為乳牛養殖和漁業，也有飼養和生產賽馬、林業、水稻和旱作種植等產業。新日高町也是日本國內最大的輕種馬產地。境內有許多牧場，許多在賽馬比賽中表現優異的名馬即來自於此處。
新日高町為2006年3月31日由原本的靜內町和三石町合併而成，並隸屬新設立的日高郡。而合併後成為日高支廳內人口最多的行政區，甚至在合併初期曾被電視媒體誤報為「日高市」。

## 歷史
- 2006年3月31日：原本的靜內郡靜內町和三石郡三石町合併成新日高町，並隸屬新設立的日高郡。

### 靜內町
- 1871年：稻田家舊家臣帶領546人分乘三艘船於此登陸，並開始進行開拓。[3]
- 1881年：設置靜內戶長役場。
- 1909年4月1日：下下方村、上下方村、中下方村、遠拂村、碧蘂村、市父村、幕別村、捫別村、目名村、農家村、有良村、春立村、婦蟹村、佐妻村、音江村、遠別村合併為靜內村，並成為北海道二級村。。[4]
- 1924年4月1日：成為北海道一級村。
- 1931年10月1日：改制成為靜內町。

### 三石町
- 1906年4月1日：姨布村、邊訪村、幌毛村、本桐村、鳧舞村、歌笛村合併為三石村，並成為北海道二級村。
- 1938年4月1日：成為北海道一級村。
- 1951年4月1日：改制成為三石町。

### 合併過程
- 2002年4月12日： 新冠町、靜內町、三石町組成「日高中部合併調查研究會」。
- 2003年1月23日：三町成立「日高中部合併問題檢討協議會」。
- 2003年2月26日：列為合併重點支援地域。
- 2003年11月1日：三町成立法定協議會「日高中部合併協議會」，以合併為「日高市」為目標。
- 2004年11月4日：新冠町提案合併暫緩三年。
- 2004年12月7日：「日高中部合併協議會」中止運作。
- 2004年12月29日：靜內町、三石町重新組成「靜內町・三石町合併檢討協議會」。
- 2005年1月12日：兩町成立法定協議會。
- 2005年3月20日：兩町舉行合併意見之居民投票。
  - 靜內町：贊成69.5％、反對30.5％
  - 三石町：贊成55.8％、反對44.2％
  - 新町名候選：新日高、美駒、牧場、天見、拓北、彌生、大平
  - 新町名最終候選：新日高、美駒、牧場
  - 新町名：新日高町
  - 隸屬郡：新設立日高郡
  - 新町公所：原靜內町公所
- 2005年3月22日：兩町簽約。
- 2005年3月25日：兩町通過合併案。
- 2005年3月29日：向北海道知事提出合併申請書。
- 2005年4月6日：新冠町被排除於合併重點支援地域之外。
- 2005年7月1日：北海道議會通過合併案。
- 2005年7月8日：北海道知事同意合併案，並遞交總務大臣。
- 2005年8月19日：總務大臣公告。
- 2005年12月31日：「日高中部合併協議會」解散

## 行政

### 首長
- 酒井芳秀（前北海道議會議長、原靜內町長）

## 交通

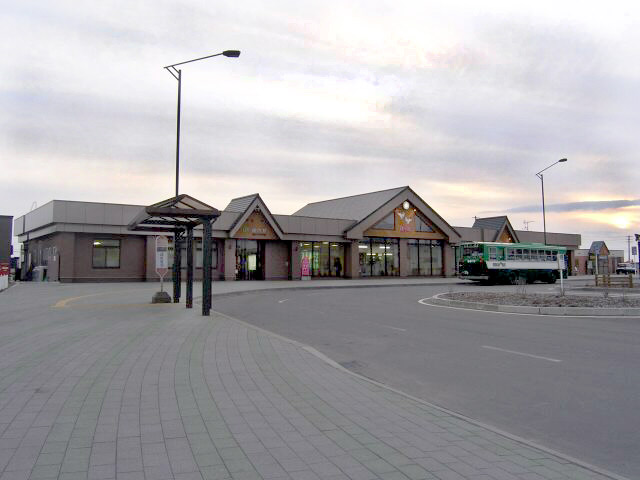
靜內車站

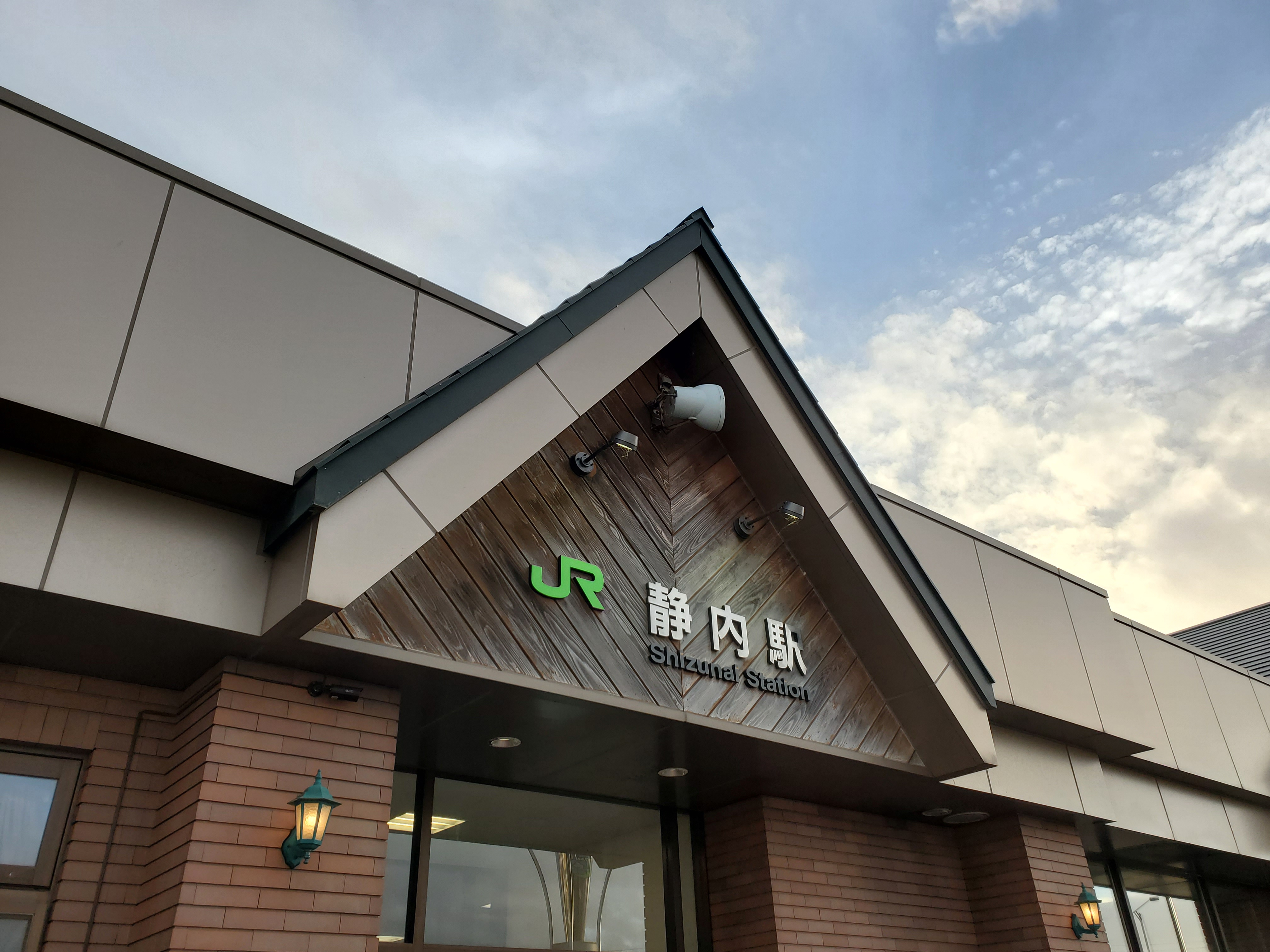
靜內車站

### 鐵路
過去在2015年前，曾有北海道旅客鐵道日高本線通過，並設有靜內車站、靜內海水浴場車站、東靜內車站、春立車站、日高東別車站、日高三石車站、蓬榮車站、本桐車站，但2015年日高本線在厚賀車站至大狩部車站之間的路段路基遭海岸侵蝕而塌陷，造成日高本線鵡川車站以東的路段全面停駛。經評估由於修復及未來維護的成本過高，在2021年4月1日正式廢除鵡川車站以東包和町內區域的路段，全面改由JR北海道巴士經營替代客運路線。

### 道路
| - 一般國道 - 國道235號 主要道道 - 北海道道71號平取靜內線 - 北海道道111號靜內中札內線（日高橫斷道路） | 道道 - 北海道道234號美河三石停車場線 - 北海道道534號富澤日高三石停車場線 - 北海道道637號西川東靜內停車場線 - 北海道道746號高見西舎線 - 北海道道796號西端春立線 - 北海道道992號靜內停車場線 - 北海道道1025號靜內浦河線 |

### 巴士
- 道南巴士 
  - 高速號
- JR北海道巴士～高速襟裳號（停靠於「靜內末廣町」）

## 觀光景點

### 觀光
- ：日本中央競馬會靜內場外勝馬投票券販賣所
- 賽馬的故鄉日高案內所
- 二十間道路的櫻花樹：日本100選道路、北海道遺產
- 靜內溫泉
- 三石溫泉
- 三石海濱公園

### 文化遺產
- 阿伊努族古式舞踊（國指定重要無形民俗文化財）
- （國指定史跡）
- 靜內御殿山墳墓群出土遺物（北海道指定有形文化財）（新日高町境內鄉土館藏）
- 靜內御殿山墳墓群（北海道指定史跡）
- 歌笛越前舞（町指定無形文化財）
- 淡路豐年桝舞（町指定無形文化財）

## 教育

### 大學設施
| - 北海道大學北方生物圈田賽運動科學中心耕地圈站 | - 北海道大學理學部附設三石地震地殼變動觀測所 |

### 高等學校
| - 北海道靜內高等學校 | - 北海道靜內農業高等學校 |

### 中學校
| - 新日高町立靜內中學校 - 新日高町立靜內第二中學校 | - 新日高町立靜內第三中學校 - 新日高町立三石中學校 |

### 小學校
| - 新日高町立高靜小學校 - 新日高町立靜內小學校 - 新日高町立東靜內小學校 - 新日高町立川合小學校 - 新日高町立春立小學校 - 新日高町立山手小學校 - 新日高町立櫻丘小學校 | - 新日高町立三石小學校 - 新日高町立延出小學校 - 新日高町立歌笛小學校 - 新日高町立川上小學校 - 新日高町立鳧舞小學校 - 新日高町立本桐小學校 |

### 特殊學校
- http://www.birayo.hokkaido-c.ed.jp/ （页面存档备份，存于）

## 姊妹市・友好都市

### 日本
- 洲本市（兵庫縣）
- 南淡路市（兵庫縣）
- 美馬市（德島縣）
- 葛卷町（岩手縣）
- 能生町（新潟縣）：現已合併為糸魚川市
- 大野市（福井縣）

### 海外
- 萊辛頓（美國 肯塔基州）

## 本地出身的名人
- 岡田史子：漫畫家
- 河原亞依：偶像
- 下川美娜：歌手
- 大道寺小三郎：前陸奧銀行會長
- 田中勝春：賽馬騎手
- 陸奧北海勝昭：前相撲力士，現為相撲現場工作人員。

## 外部連結
- （日語）新日高觀光協會 （页面存档备份，存于）
- （日語）靜內町、三石挺合併協議會
- （日語）靜內警察署
- （日語）新日高町的文化遺產
- （日語）靜內町農業協同組合
- （日語）靜內町商工會 （页面存档备份，存于）
- （日語）新日高町商工會青年部
- （日語）新日高町社會福祉協議會
- （日語）靜內町民吹奏樂團
- （日語）新日高劍道聯盟
- （日語）靜內愛犬者會